# P35 (protéine)
Pour les articles homonymes, voir P35.

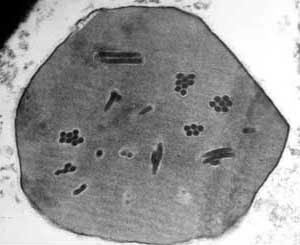
Baculovirus

La protéine p35 est une protéine virale anti-apoptotique qui a un poids moléculaire de 35 kD et possède un total de 299 acides aminés. Elle est située dans le cytoplasme des cellules qu'elle infecte et associée aux membranes intracellulaires des mitochondries et du réticulum endoplasmique.

## Provenance
La p35 est une protéine exprimée par les baculovirus, des virus à ADN bicatenaire. Elle a été initialement découverte dans l’Autographia california multicapsid nuclear polyhedrosis virus (AcMNPV) mais elle est présente chez les autres baculovirus. Ce virus se réplique dans les cellules d’insectes et grâce à cette protéine inhibe l'apoptose qui autrement limiterait la capacité des virus de s’y répliquer. En empêchant la mort cellulaire programmée, le virus s’assure d'une infection en grande quantité puisqu'il n'y a pas de destructions des cellules infectées de l'insecte. Le virus augmente ainsi ces chances de survie. En effet, dans le cas du bacculovirus, il peut se multiplier jusqu’à représenter près 60 % du poids de l’insecte.
Les baculovirus possèdent une autre catégorie de protéine inhibitrice de l’apoptose les IAP (inhibitor of apoptosis) mais celles-ci n’agissent pas au même niveau. Les IAP, qui sont présentes dans un plus grande nombre d’espèces, ne peuvent pas inhiber les caspases comme le fait la p35.
Les baculovirus n'infectent que les insectes mais la p35 peut aussi inhiber l'apoptose chez les nématodes et chez les mammifères lorsqu'elle est injectée.

## Mode d’action
Les caspases sont les protéases responsables du phénomène d'apoptose de la cellule. En effet, à la suite d'une cascade d'activation elles dégradent la cellule ce qui mène à sa destruction. Elles sont inhibées de façon irréversible ou à réversion très lente par la p35. Dans le cytoplasme, elles sont présentes sous leur forme inactive : les procaspases. Ces dernières devront être clivés pour devenir active. La p35 empêche ce phénomène en formant un complexe stable à l'endroit où la procaspase est coupée. Comme chaque caspase peut en activer une autre et que l’apoptose est le résultat de cette cascade, la p35 inhibe tout le processus d’apoptose en bloquant la première étape. Pour avoir cette action, la p35 et les caspases doivent être en conditions équimolaires, c’est-à-dire que l’inhibition est maximale quand elles sont en concentrations égales.

## Structure
La p35 est un polypeptide globulaire composé de 3 monomères. La partie centrale est composée de 8 feuillets β anti-parallèles hydrophobes. Par-dessus ces derniers, il y a 4 hélices α. Le site réactif où la protéine interagit avec les caspases est pour sa part constitué d’une boucle. Cette boucle est hydrophobe et recouvre les 8 feuillets β. Le clivage par les caspases se produit à ce niveau. En effet, au plus haut niveau de cette boucle se trouve à la position 87 un acide aspartique et à la position 88 une glycine entre lesquelles se produit le clivage. Cette conformation de la protéine permet une accessibilité plus grande pour les caspases. De plus, une partie des hélices alpha (α1) est hydrophile ce qui contribuerait à rendre la protéine plus flexible en permettant un certain changement de conformation. Ainsi, il y a une plus grande accessibilité pour les caspases.
L’acide aspartique en position 87 semble jouer un rôle clé dans le clivage de la protéine ou dans la reconnaissance et la liaison avec les caspases. En effet, dès qu'une mutation au niveau de cet acide aminé est présente, on observe une perte de la fonction d’inhibition de l’apoptose de la protéine. La structure est aussi essentielle à la p35 pour le maintien de son rôle anti-apoptotique puisque lors d'une insertion dans les feuillets β ou dans les hélices α modifiant la conformation, le protéine n'est plus efficace.
Lorsque la p35 se lie aux caspases et qu’elle est séparée entre l’acide aspartique 87 et de la glycine 88, elle produit un segment de 10 KD et un autre de 25 KD. Il semblerait que dès le début de l’infection la p35 complète est synthétisée puis, seulement lorsque les premiers signes d’apoptoses apparaissent, on peut commencer à retrouver la p35 en segments.

## Application
La portion N-terminale de la p35 a une structure très similaire à la cellulose de type II provoquant une affinité avec celle-ci mais la raison biologique de cette ressemblance est encore inconnue.
Cette protéine pourrait être utile en médecine humaine. En effet, lorsque le cerveau subit un ischémie, les cellules nerveuses sont détruites par apoptose. Selon une étude de 2007 publiée dans Neuroscience dans laquelle ils ont induit une ischémie dans le cerveau de rats, la p35 peut jouer un rôle neuroprotecteur en empêchant la mort des neurones.
D’autres recherches sont toujours en cours mais, en raison de la toxicité générale, il est impossible d’aller plus loin pour le moment. En effet, il ne faut pas inhiber l'apoptose d'autres cellules car cela pourrait mener au cancer. La compréhension de l’interaction de toutes les protéines mises alors en jeu pourrait permettre l’identification des facteurs clés de la mort neuronale programmée. Par son rôle d’inhibition de l’apoptose, la p35 pourrait donc empêcher la mort neuronale prématurée lors de certaines pathologies.